# 尚珩
22°24′47″N 114°12′02″E / 22.4129654°N 114.2006517°E
尚珩·九肚山，位於香港新界沙田九肚山麗坪路37號，是香港興業和南豐集團合作發展的高尚住宅項目。
2013年8月，香港興業以12.2億港元，投得上述位置地皮，以用作發展該項目。

## 物業設施
該物業樓層合共3幢住宅大樓，第1和3座為10層，而第2座為11層，提供61伙住宅單位，包括13座洋房、1個花園複式單位，以及3座分層住宅共47個分層單位。項目採用低密度純大宅設計，單位實用面積1,554-3,591平方呎，提供三房連套房至五房五套房間隔。部分分層單位設有私屬升降機大堂，部分特色天台單位更設私人平台連游泳池或按摩池及天台；所有洋房單位設私人花園，部分單位有私人升降機及私人游泳池，設施方面為屋宇內「Club La Cresta」會所，提供多元設施，包括戶外游泳池、兒童游泳池、家庭水療室、宴會廳、健身室、瑜伽室、兒童遊戲室、休閒雅座、遊戲室、蒸氣室、桑拿浴室及空中花園等，總樓面面積為12,500平方米。
2017年10月24日，王祖藍及李亞男兩夫婦接受參觀該物業，去親身體驗觀台和各種舒適。
2017年10月30日，該物業沽出4伙，套現1.8億港元（2306萬美元）。
承建商為佳盛建築，建築師為馬梁建築師事務所，室內設計師為BTR WORKSHOP。

## 交通
而附近設專用小巴站（814、28K）和九巴巴士站（72、72A、73A、74A和872）。

## 相關物業
- 玖瓏山

## 外部連結
- lacresta.hk/ （页面存档备份，存于）